# 旧博康
旧博康（法語：Beaucamps-le-Vieux，法語發音：[bokɑ̃ lə vjø]）是法国上法蘭西大區索姆省的一个市镇，与新博康相邻，属于亚眠区。

## 地理
旧博康（49°50'39"N, 1°46'45"E）面积5.02 平方千米，位于法国上法蘭西大區索姆省，该省份为法国北部沿海省份，北起加来海峡省和北部省，西接滨海塞纳省和大西洋英吉利海峡，南至瓦兹省，东临埃纳省。
与旧博康接壤的市镇（或旧市镇、城区）包括：勒凯讷、新博康、拉弗雷吉蒙圣马丹、利约梅尔、讷维尔科普格勒、圣欧班里维耶尔、布雷勒河畔圣日耳曼。
旧博康的时区为UTC+01:00、UTC+02:00（夏令时）。

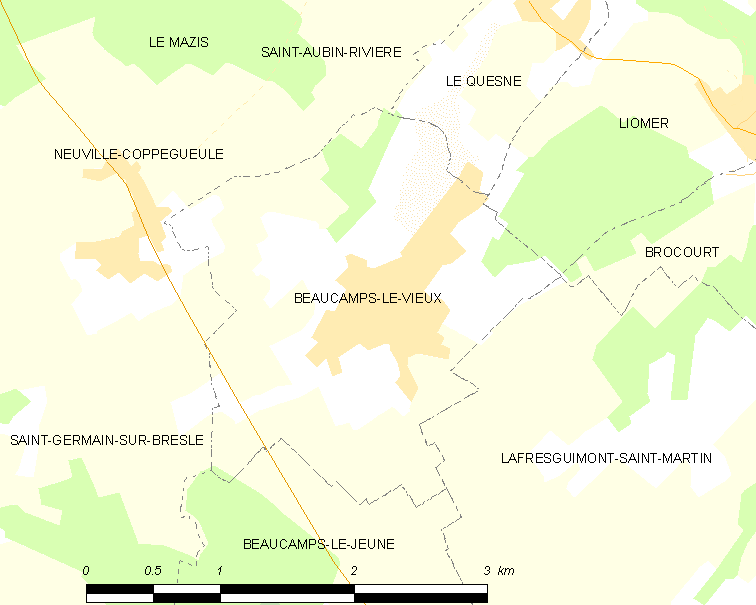
旧博康的OSM定位图

## 行政
旧博康的邮政编码为80430，INSEE市镇编码为80062。

## 政治
旧博康所属的省级选区为皮卡第地区普瓦县。

## 人口

1962-2008年间旧博康人口变化图示

旧博康于2022年1月1日时的人口数量为1421人。